# Іспанський грип
Іспа́нський грип, або «іспа́нка» (англ. Spanish flu, фр. grippe espagnole, ісп. gripe española) — найбільша за смертністю пандемія грипу за всю історію людства (пандемії грипу), яка тривала з січня 1918 по грудень 1920 року. За цей час заразилося 500 млн осіб, або близько чверті тодішнього населення світу. За різними оцінками, у всьому світі від іспанки померло від 17до 50 млн, а за деякими джерелами навіть до 100 млн осіб.
Пандемія почалася в останні місяці Першої світової війни і швидко затьмарила за масштабом жертв це найбільше кровопролиття. Щоб підтримати бойовий дух, цензори Першої світової війни применшували кількість перших повідомлень про хворобу й смертність у Німеччині, Великій Британії, Франції та США. Військова цензура була відсутня у нейтральній Іспанії, тому тамтешні газети могли вільно повідомляти про наслідки пандемії, наприклад, про тяжку хворобу короля Альфонсо XIII. І ці розповіді створювали помилкове враження про Іспанію як про місце зародження пандемії. Тому за нею закріпилась назва — «іспанський грип». Історичних та епідеміологічних даних недостатньо, щоб з упевненістю визначити географічне походження пандемії, тому погляди дослідників щодо цього різняться.
Більшість спалахів грипу вбивають здебільшого наймолодших та найстарших, а люди проміжного віку мають набагато більше шансів вижити. Однак пандемія іспанського грипу призвела до вищої, ніж очікувалося, смертності серед молодих людей. Науковці пропонують кілька можливих пояснень високого рівня смертності від пандемії грипу 1918 року. Деякі дослідження пояснюють смертоносність вірусу тим, що він запускає цитокіновий та хемокиновий шторми, який руйнує сильнішу імунну систему молоді. Була визначена повна послідовність сегмента неструктурного (NS) гена вірусу грипу 1918 року, а також перевірено гіпотезу, що посилена вірулентність у тій пандемії могла бути зумовлена інгібуванням інтерферону I типу білком NS1. Результати цих експериментів свідчать про те, що в людських клітинах білок 1918 NS1 є дуже ефективним антагоністом інтерферону, а ген NS1 1918 року не має змін амінокислот, що корелює з вірулентністю штамів вірусу пташиного грипу H5N1, виявлених у 1997 році в Гонконгу. Вважається, що вірус грипу 1918 року утворився в дикій природі, взявши частину геному від H5N1. Пташиний грип у людей спричинює тяжку вірусну пневмонію з великою летальністю. Для вірусу пташиного грипу характерно інфікування ізольованих клітин легеневого епітелію та спричинення дифузного пошкодження альвеол та крововиливи в легені інфікованих пацієнтів. Крім того, вірус може уражати інші органи, включаючи трахею, кишечник та мозок, а також може проникати через плацентарний бар'єр та інфікувати плід.
На противагу цьому, 2007 року проаналізовано медичні журнали періоду пандемії, й показано, що ця вірусна інфекція не була агресивнішою, ніж до того. Натомість недоїдання, переповнені медичні табори й лікарні та погана гігієна сприяли бактеріальній суперінфекції. Більшість жертв померли від цієї суперінфекції після доволі тривалої агонії.
Пандемію грипу 2009 року спричинив вірус того ж серотипу (A/H1N1), хоча за летальністю вона була однією з найменших.

## Історія

### Гіпотези про джерело

#### Сполучене Королівство
1999 року британська команда на чолі з вірусологом Джоном Оксфордом опублікувала дослідження, згідно з яким найбільший британський військовий і лікарняний табір у Етаплі (Франція) був першим осередком іспанського грипу. Наприкінці 1917 року військові патологи повідомили про появу нового захворювання з високою летальністю, яке згодом визначили як грип. Переповнений табір і лікарня були ідеальним місцем для поширення респіраторного вірусу. Тут лікувалися тисячі жертв хімічних атак та інших поранених, і 100 тисяч солдатів щодня проходили через табір. Тут також була свиноферма, а з навколишніх сіл як продовольство регулярно привозили домашню птицю. Оксфорд та його команда стверджували, що серйозний вірус-попередник, переносниками якого були птахи, мутував та передався свиням, яких тримали поблизу фронту.
У доповіді, опублікованій 2016 року в «Journal of the Chinese Medical Association» (укр. Журнал Китайської медичної асоціації), наведено докази того, що вірус 1918 року циркулював у європейських арміях впродовж місяців, а можливо, й років ще до пандемії 1918 року

#### Сполучені Штати
На думку низки дослідників, епідемія походила зі США. 2003 року історик Альфред В. Кросбі заявив, що грип виник у штаті Канзас. А популярний автор Джон Баррі у своїй статті 2004 року назвав місцем походження округ Гаскелл. 2017 року історик Сантьяго Мата також заявив, що на кінець 1917 року вже була перша хвиля епідемії принаймні в 14 військових таборах США.
2018 року професор еволюційної біології Майкл Воробей дослідив зразки тканин та медичні звіти, й зробив висновок, що ця хвороба не походить зі штату Канзас, оскільки тамтешні випадки були легшими й мали меншу смертність порівняно з тодішньою ситуацією в Нью-Йорку. Під час цього дослідження за допомогою філогенетичного аналізу він знайшов докази, хоча й не остаточні, що вірус, ймовірно, має північноамериканське походження. Крім того, наявність у вірусі гемаглютинінових глікопротеїнів свідчить про те, що це відбулось ще десь перед 1918 роком, а згідно з іншими дослідженнями реасортимент вірусу H1N1, ймовірно, відбувся приблизно 1915 року.

#### Китай
Одним з кількох регіонів світу, що здавалося б, менше постраждав від пандемії грипу 1918 року, був Китай. Тоді там, можливо, набагато легше перенесли грип (хоча це ставлять під сумнів через брак даних у китайську еру мілітаристів). Численні дослідження задокументували, що в Китаї, порівняно з іншими регіонами світу, смертей від грипу було відносно небагато. Це дозволило припустити, що пандемія грипу 1918 року виникла в Китаї. Відносно легкий сезон грипу та нижчу смертність від грипу в Китаї в 1918 році можна пояснити тим, що китайське населення вже мало набутий імунітет до цього вірусу грипу. Однак у своєму дослідженні 2006 року К. Ф. Чен та П. С. Люн припустили, що швидше цьому сприяла традиційна китайська медицина, яка відіграла важливу роль у профілактиці та лікуванні.
У 1993 році Клод Ханноун, провідний фахівець з грипу 1918 року в Інституті Пастера, ствердив, що вірус-попередник, ймовірно, походить з Китаю. Потім він мутував у Сполучених Штатах поблизу Бостона, а звідти поширився до Бреста (Франція), на поля боїв у Європі, а потім солдати та моряки союзників поширили його по світі. Він розглядав кілька інших гіпотез про місце походження, таких як Іспанія, Канзас та Брест, як можливі, але малоімовірні. Політолог Ендрю Прайс-Сміт опублікував дані з австрійських архівів, припустивши, що грип траплявся раніше, і розпочався в Австрії на початку 1917 року.
2014 року історик Меморіального університету Ньюфаундленда в Сент-Джонсі Марк Гамфріс твердив, що джерелом пандемії могла бути мобілізація 96 тис. китайських робітників для роботи в тилу британців та французів. У своїх висновках він спирався на нещодавно знайдені записи. Він знайшов архівні докази того, що респіраторну хворобу, яка вразила північний Китай в листопаді 1917 року, китайські службовці охорони здоров'я визначили через рік як ідентичну до іспанського грипу.
У доповіді, опублікованій 2016 року в Журналі китайської медичної асоціації, не знайдено жодних доказів того, що вірус 1918 року завезли до Європи китайські та південно-східноазійські солдати та робітники, а натомість наведено докази його поширеності в Європі ще до пандемії. У дослідженні 2016 року висловлено припущення, що низький рівень смертності від грипу (приблизно 1/1000), виявлений серед працівників Китаю та Південно-Східної Азії в Європі, означав, що смертельна пандемія грипу 1918 року не могла походити від цих працівників.
2018 року професор еволюційної біології Майкл Воробей дослідив зразки тканин та медичні звіти, й знайшов докази, що це не китайські робітники поширили хворобу, зазначивши, що вони в'їхали в Європу іншими маршрутами, які не призвели до задокументованого поширення, що робить їх малоймовірними початковими носіями.

### Поширення

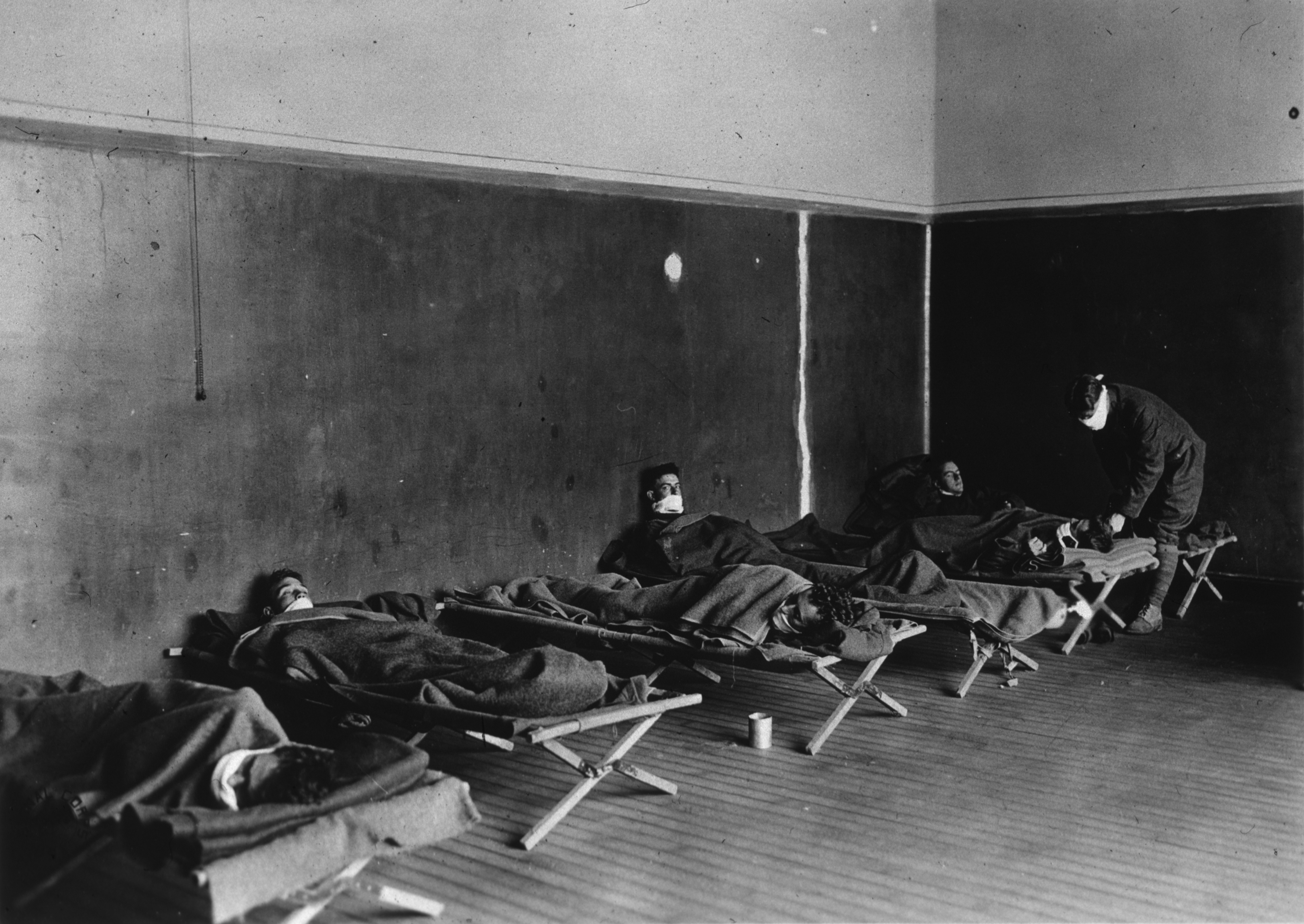
Коли американські війська масово розгорталися для військових дій у Європі, вони принесли іспанський грип із собою.

Коли заражена людина чхає або кашляє, понад півмільйона вірусних частинок може передатися навколишнім. Запеклі бої та масштабні пересування військ під час Першої світової війни прискорили пандемію, і, ймовірно, полегшили передавання та прискорили мутацію. Війна також, можливо, збільшила летальність вірусу. Деякі міркують, що імунну систему солдатів ослабили недоїдання, стреси бойових та хімічних атак, підвищивши їхню уразливість.
Важливим чинником поширення цього грипу у всьому світі стало збільшення кількості подорожей. Сучасні транспортні системи полегшили поширення хвороби солдатами, моряками та цивільними мандрівниками.
У Сполучених Штатах захворювання вперше спостерігалося в окрузі Гаскелл (штат Канзас), у січні 1918 року, що спонукало місцевого лікаря Лорінґа Майнера попередити науковий журнал Служби охорони здоров'я США. 4 березня 1918 року повідомлено, що у Форт-Райлі захворів кухар компанії Альберт Гітчелл з округа Гаскелл, що став першою зареєстрованою жертвою грипу. На той час Форт-Райлі був військовим об'єктом США де тренували американські війська, що брали участь у Першій світовій війні. Наступними днями повідомили, що в таборі захворіло 522 особи. До 11 березня 1918 року вірус дістався району Квінз у Нью-Йорку. Невиконання запобіжних заходів у березні/квітні пізніше розкритикували.
У серпні 1918 року в Бресті (Франція), Фрітауні (Сьєрра-Леоне) і в Бостоні (США) одночасно з'явився більш вірулентний штам. Союзники в Першій світовій війні назвали його іспанським грипом, насамперед тому, що пандемія отримала більше висвітлення в пресі після поширення з Франції до Іспанії в листопаді 1918 року. Іспанія не брала участі у війні і не впроваджувала військової цензури.

## Смертність

### По всьому світі

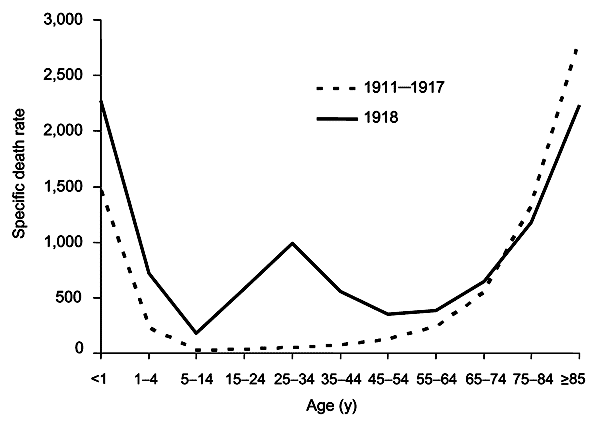
Різниця між віковим розподілом смертності від грипу під час епідемії 1918 року і під час звичайних епідемій — смертей на 100 тис. осіб у кожній віковій групі, США, за міжпандемічні 1911—1917 роки (пунктирна лінія) та пандемічний 1918 рік (суцільна лінія).

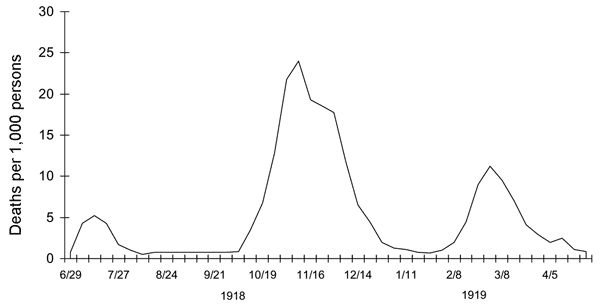
Три хвилі пандемії: щотижнева комбінована смертність від грипу та пневмонії, Велика Британія, 1918—1919 роки.

Існують різні оцінки загальної кількості померлих. За підрахунками 1991 року, загинуло 25–39 мільйонів осіб. Оцінка 2005 року подає кількість загиблих, ймовірно, від 50 млн. (менш як 3 % населення світу) до максимум 100 млн осіб (понад 5 %). Але 2018 року заново підрахували і подали, що загальна кількість становила приблизно 17 млн осіб, хоча згодом цей висновок піддали сумніву. Оскільки населення світу становило тоді приблизно 1,8 — 1,9 мільярда осіб, то за різними оцінками це становить від 1 до 6 відсотків усіх жителів.
Цей грип за 24 тижні вбив більше людей, ніж ВІЛ/СНІД — за 24 роки. Чорна смерть, що тривала набагато довше, вбила набагато більший відсоток жителів світу, але їх було тоді набагато менше.
Хвороба принесла смерть у кожний регіон земної кулі. В Індії загинуло 12-17 мільйон людей, тобто близько 5 % населення. Кількість померлих у Британській Індії становила 13,88 мільйона. За оцінками Арнольда (2019) жертв було щонайменше 12 мільйонів.

Оцінки кількості померлих у Китаї дуже різняться. Це пояснюється відсутністю централізованого збору даних про стан здоров'я під час ери мілітаристів. 1991 року Паттерсон та Пайл вперше оцінили кількість померлих у Китаї, підрахувавши, що це число сягає від 5 до 9 мільйонів. Однак це дослідження 1991 року пізніше розкритикували через хибну методологію, і в новіших дослідженнях рівень смертності в Китаї подають значно нижчим. Наприклад, 1998 року Ватуру Їдзіма підрахував, що кількість загиблих у Китаї становила від 1 до 1,28 мільйона, ґрунтуючись на даних, отриманих з китайських портових міст. Як зазначає Ватару Їдзіма, 
«Паттерсон та Пайл у своєму дослідженні „Пандемія грипу 1918 року“ намагалися оцінити кількість смертей від іспанського грипу в Китаї в цілому. Вони твердили, що в Китаї загинуло від 4,0 до 9,5 мільйонів осіб, але це число ґрунтувалось виключно на припущенні, що рівень смертності 1918 року становив 1,0-2,25 відсотка, оскільки Китай був бідною країною, схожою на Індонезію та Індію, де смертність була цього порядку. Очевидно, що їхнє дослідження не брало за основу жодну місцеву китайську статистику»
 Нижчі оцінки кількості загиблих у Китаї ґрунтуються на низькому рівні смертності, що був у китайських портових містах (наприклад, Гонконгу), а також на припущенні, що погана комунікація завадила грипу потрапити всередину Китаю. Однак деякі тогочасні газетні репортажі та звіти поштових відділень, а також звіти лікарів-місіонерів дозволяють припустити, що грип потрапив у внутрішні райони Китаю і лютував у деяких місцях сільської місцевості.
У Японії захворіло 23 мільйони осіб, а померло принаймні 390 тис. осіб. Вважають, що у Нідерландській Ост-Індії (нинішня Індонезія) померло 1,5 мільйона осіб з-поміж 30 мільйонів жителів. На Таїті за місяць померло 13 % населення. Подібно, в Самоа 22 % з 38 тис. жителів померло впродовж двох місяців.
За 6 тижнів у Новій Зеландії від грипу померло приблизно 6400 європейців та 2500 корінних маорі. Джеффрі Райс виявив, що смертність серед маорі була увосьмеро більшою, ніж серед європейців.
В Ірані смертність була дуже високою: за підрахунками, померло від 902,4 тис. до 2,431 млн осіб (8 % — 22 % всього населення). [68]
У США близько 28 % зі 105 млн заразилося, а 500—675 тис. померло (0,48 — 0,64 відсотка населення). Особливо сильно постраждали корінні американські племена. У районі «Чотири кути» зафіксовано 3293 випадки смерті серед корінних американців. Цілі громади сіл інуїтів та корінних жителів Аляски вимерли на Алясці. У Канаді померло 50 тис. жителів.
У Бразилії померло 300 тис. осіб, зокрема, президент Родрігес Алвес. У Британії померло 250 тис., у Франції понад 400 тис..
У Гані епідемія грипу забрала щонайменше 100 тис. життів. Тафарі Маконнен (майбутній імператор Ефіопії Хайле Селассіє) був одним із перших ефіопців, які захворіли на грип, але вижив. За підрахунками, у столиці країни, Аддис-Абебі, померло 5 — 10 тис. чи більше. У Британському Сомаліленді за підрахунками одного чиновника померло 7 % місцевого населення.
Така величезна кількість жертв була наслідком вкрай високого рівня зараження — до 50 % — та надзвичайної тяжкості симптомів, причиною яких, як підозрюють, були цитокінові шторми. Симптоми 1918 року були незвичними, тому часто ставили неправильний діагноз: денге, холера або черевний тиф. Один зі спостерігачів писав: «Одним з найбільш незвичних ускладнень була кровотеча зі слизових оболонок, особливо з носа, шлунка та кишки. Також траплялися кровотечі з вух і шкірні петехіальні кровотечі». Більшість смертей сталися через бактеріальну пневмонію, поширену вторинну інфекцію, пов'язану з грипом. Люди також безпосередньо помирали від вірусу, позаяк він спричиняв масивні кровотечі та набряки в легенях.

### Закономірності смертності
Пандемія вбивала здебільшого молодь. У 1918—1919 роках 99 % померлих від пандемічного грипу в США — люди віком до 65 років, а серед них приблизно половина — молоді люди від 20 до 40 років. Станом на 1920 рік рівень смертності серед людей до 65 років зменшився вшестеро, і становив половину від смертності людей старших 65 років. Але 92 % померлих все ще були люди віком до 65 років. Це незвично, оскільки грип, як правило, найсильніше вражає слабких осіб: немовлят, що не досягли двох років, людей віком 70 років і старших, а також людей з ослабленим імунітетом. 1918 року люди у деяких старших людей частково міг бути імунітет, що виробився під час пандемії грипу 1889-1890 років, відомої як «російський грип».
На думку історика Джона М. Баррі, найбільш уразливими з усіх, «найімовірнішими з найімовірніших» хто міг померти, були вагітні жінки. За його словами, дані тринадцяти досліджень госпіталізованих у період пандемії жінок показують, що рівень смертності серед них становив від 23 % до 71 %. З-поміж вагітних, що пережили пологи, понад чверть (26 %) втратили дитину.
Іншою дивиною було те, що цей спалах набув значного поширення влітку та восени (у північній півкулі), тоді як традиційно грип сильніший узимку.

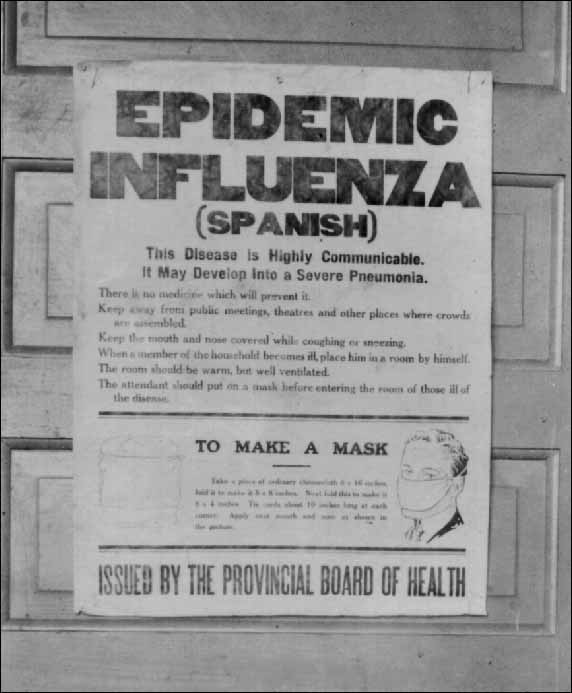
Плакат Відділу санітарної служби провінції Альберта

Сучасний аналіз показав, що особливо смертельним вірус є через те, що він запускає цитокінний шторм (надмірну реакцію імунної системи організму), який руйнує сильнішу імунну систему молоді. Одна група дослідників добула вірус із тіл заморожених жертв і заразила ним тварин. У тварин швидко розвивалась дихальна недостатність, і вони вмирали через цитокінний шторм. З цього зроблено висновок, що сильна імунна реакція в молоді руйнувала організм, тоді як слабка імунна реакція в дітей та дорослих середнього віку призвела до меншої кількості смертей у цих групах.
У випадку стрімкого розвитку хвороби смерть наставала переважно від пневмонії, оскільки вірус спричиняв легеневу консолідацію. У разі повільного розвитку хвороби спостерігалася вторинна бактеріальна пневмонія та, можливо, ураження нервової системи, що у деяких випадках призводило до психічних розладів. Деякі випадки смерті були наслідком недоїдання.
У своєму дослідженні 2011 року Ге та ін. застосували підхід механістичного моделювання для вивчення трьох хвиль пандемії грипу 1918 року. Вони дослідили фактори, що лежать в основі мінливості часових закономірностей та їхньої кореляції із закономірностями смертності й захворюваності. Їхній аналіз свідчить про те, що часові зміни швидкості передачі є найкращим поясненням, а варіації в передачі, необхідні для генерування цих трьох хвиль, перебувають у межах біологічно правдоподібних значень.
В іншому дослідженні 2013 року ті самі автори застосували просту епідемічну модель, що включає три чинники, щоб визначити причину трьох хвиль пандемії грипу 1918 року. Такими чинниками були відкриття й закриття шкіл, зміна температури повітря протягом усього спалаху та зміни людської поведінки у відповідь на спалах. Результати їхнього моделювання показали, що всі три чинники важливі, але найбільший вплив мали поведінкові реакції людини.

### Смертельна друга хвиля

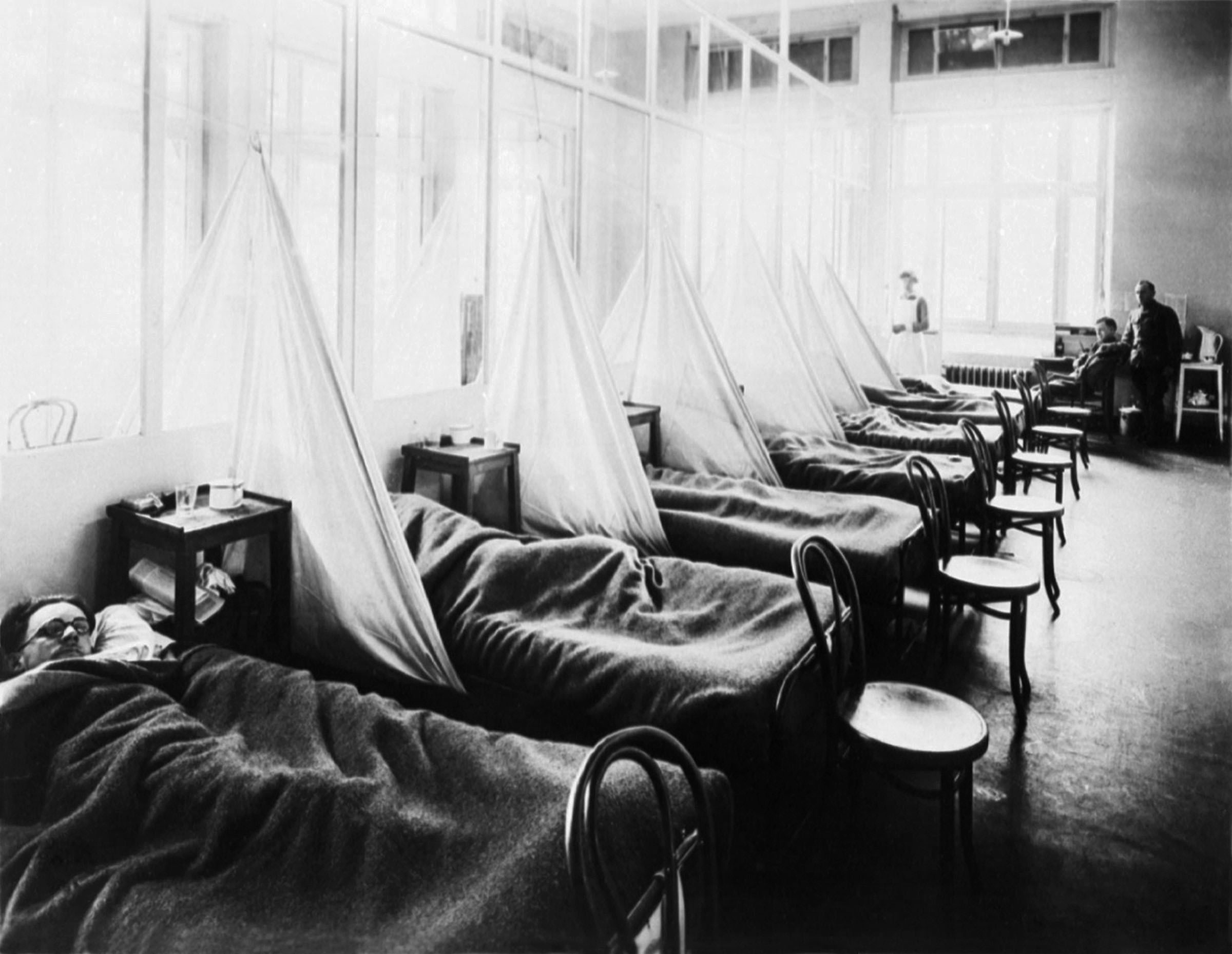
Американські експедиційні сили, що постраждалі від іспанського грипу, в лікарні табору армії США №. 45 в місті Екс-ле-Бен (Франція), 1918 рік

Друга хвиля пандемії 1918 року була набагато смертоноснішою за першу. Перша хвиля нагадувала типові епідемії грипу: найбільше наражались на небезпеку хворі та літні люди, тоді як молодші, здоровіші, легко одужували. До серпня, коли у Франції, Сьєрра-Леоне та Сполучених Штатах почалася друга хвиля, вірус мутував у набагато летальнішу форму. У жовтні 1918 року було найбільше смертей за час усієї пандемії.
Цю підвищену тяжкість перебігу хвороби пов'язують з обставинами Першої світової війни. У мирному житті природний добір сприяє поширенню легкого штаму. Той, хто захворів на важку форму, залишається вдома, а той, хто захворів на легшу форму, продовжує своє життя, поширюючи переважно легкий штам. У траншеях природний добір працював навпаки. Солдати з легким штамом залишалися на позиції, а тяжкохворих відправляли переповненими поїздами до переповнених польових шпиталів, поширюючи смертельний вірус. Почалася друга хвиля, і грип швидко знову поширився по всьому світі. Отже, під час сучасних пандемій чиновники охорони здоров'я звертають увагу, коли вірус потрапляє до місць громадських заворушень (шукаючи смертоносніші штами вірусу).
Той факт, що більшість тих, хто одужав під час першої хвилі, набула імунітету, показав, що це, напевне, той самий штам грипу. Найкраще це проілюстрував Копенгаген, де була смертність лише 0,29 % (0,02 % під час першої хвилі та 0,27 % — другої) завдяки тому, що там пережили менш летальну першу хвилю. Для решти населення друга хвиля була набагато смертоноснішою; до найуразливіших належали, зокрема, солдати в окопах, які були молодими і в гарній фізичній формі.

### Кінець пандемії
Після смертоносної другої хвилі, наприкінці 1918 року, кількість нових випадків різко зменшилась - майже до нуля після піку другої хвилі. У Філадельфії, наприклад, 4997 осіб померло за тиждень (з 9 по 16 жовтня), але станом на 11 листопада грип майже зник з міста. Одним з пояснень швидкого зниження смертності від захворювання є те, що лікарі стали ефективніше попереджувати та лікувати пневмонію, яка розвивалася після того, як потерпілі заражались вірусом. Однак у своїй книзі 2004 року «Великий грип» Джон Баррі заявив, що дослідники не знайшли жодних доказів на підтвердження цієї думки.
Згідно з іншою теорією, вірус 1918 року дуже швидко мутував до менш летального штаму. З вірусами грипу це часто трапляється: вони мають тенденцію з часом ставати менш летальними, оскільки носії небезпечніших штамів зазвичай вмирають і не передають їх далі.

### Довгострокові ефекти
Дослідження 2006 року в журналі «Політична економія» показало, що «ті, хто під час пандемії були в утробі матері, мали нижчий рівень освіти, вищий рівень фізичної непрацездатності, нижчий дохід, нижчий соціально-економічний статус та більшу кількість виплат з соціальної допомоги порівняно з групами людей, що народились в інші роки». Дослідження 2018 року показало, що через пандемію знизився рівень освіти серед населення.
Нещодавно цей грип пов'язали зі спалахом летаргічного енцефаліту в 1920-х роках.

## Спадщина

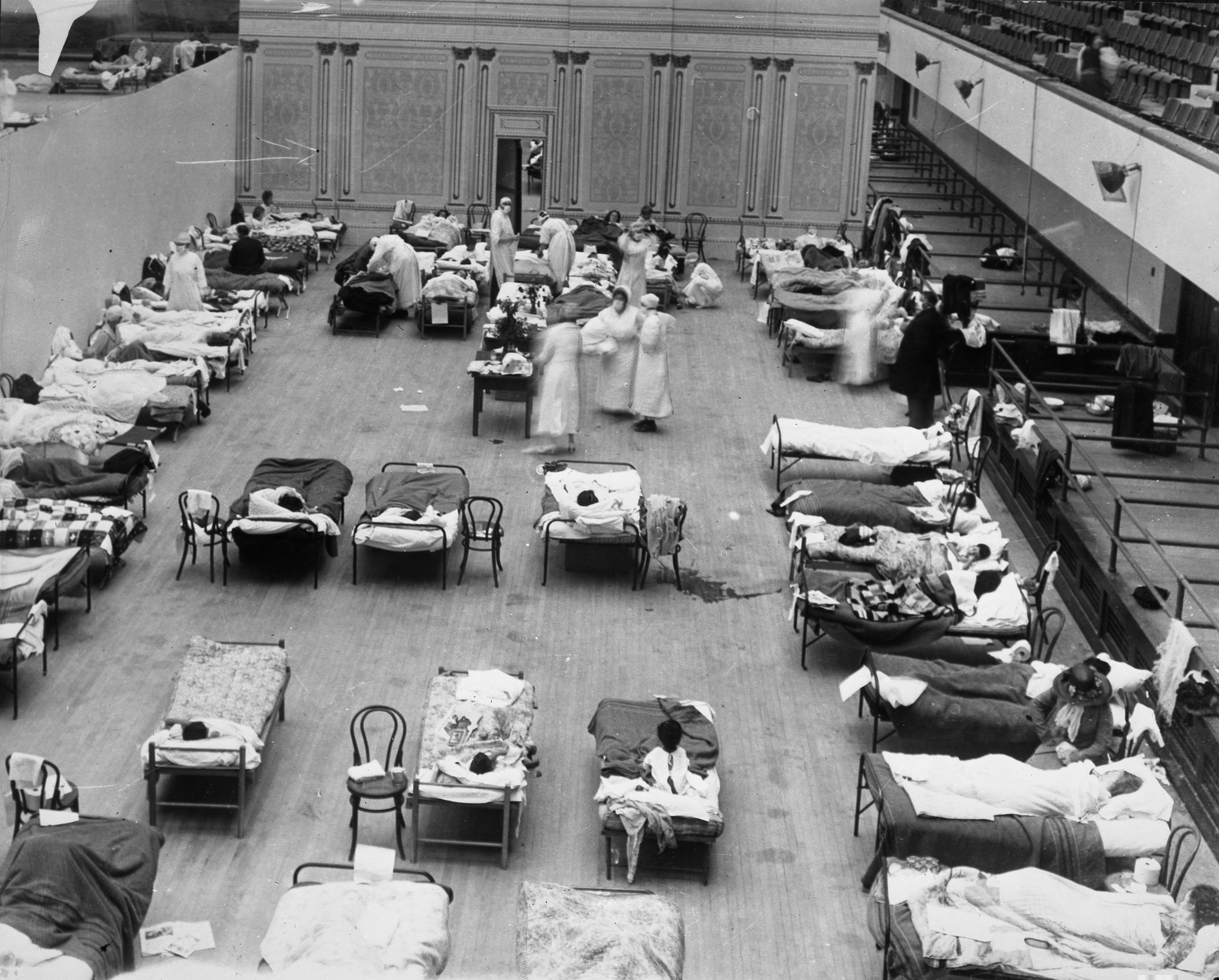
Медичні сестри Американського Червоного Хреста доглядали за хворими на грип у тимчасових відділеннях, створених всередині муніципального конгрес-голу Окленда, 1918 рік.

Академік Ендрю Прайс-Сміт висловив аргумент, що вірус допоміг союзникам збалансувати сили в останні дні війни. Він наводить дані на підтвердження того, що вірусні хвилі вражали Центральні держави раніше, ніж держави союзників і що захворюваність і смертність у Німеччині та Австрії були значно вищими, ніж у Британії та Франції.
Хоч рівень захворюваності та смертності під час пандемії був вкрай високим, з плином часу громадськість почала забувати про іспанський грип. А знову згадали про нього вже під час пташиного грипу та інших пандемій у 1990-х та 2000-х роках. Це дало підстави деяким історикам назвати іспанський грип «забутою пандемією».
Існують різні теорії щодо того, чому про іспанський грип «забули». Стрімкий розвиток пандемії, яка вбила більшість жертв у США, до прикладу, за менш ніж дев'ять місяців, не дав достатньо часу на широке висвітлення у ЗМІ. Звичайні люди звикли до різних пандемічних хвороб кінця 19 — початку 20 століть: майже одночасно з'явились черевний тиф, жовта гарячка, дифтерія та холера. Ці спалахи, ймовірно, затьмарили значення пандемії грипу для населення. У деяких районах про грип не писали, єдиною згадкою була реклама лікарських засобів, що нібито лікують його.
Крім того, спалах збігся з масовими смертями солдатів та увагою ЗМІ до Першої світової війни. Ще одне поясненням є вік людей, уражених хворобою. Більшість жертв, і війни, і епідемії, були молодими. Кількість молоді, загиблої на війні, ймовірно, перевершила кількість смертей від грипу.

Коли люди читали некрологи, вони бачили поруч повідомлення про смерть на полі бою, смерть після війни та смерть від грипу. Особливо в Європі, де було багато жертв війни, грип не мав значного психологічного впливу або здавався лише продовженням трагедії війни. 

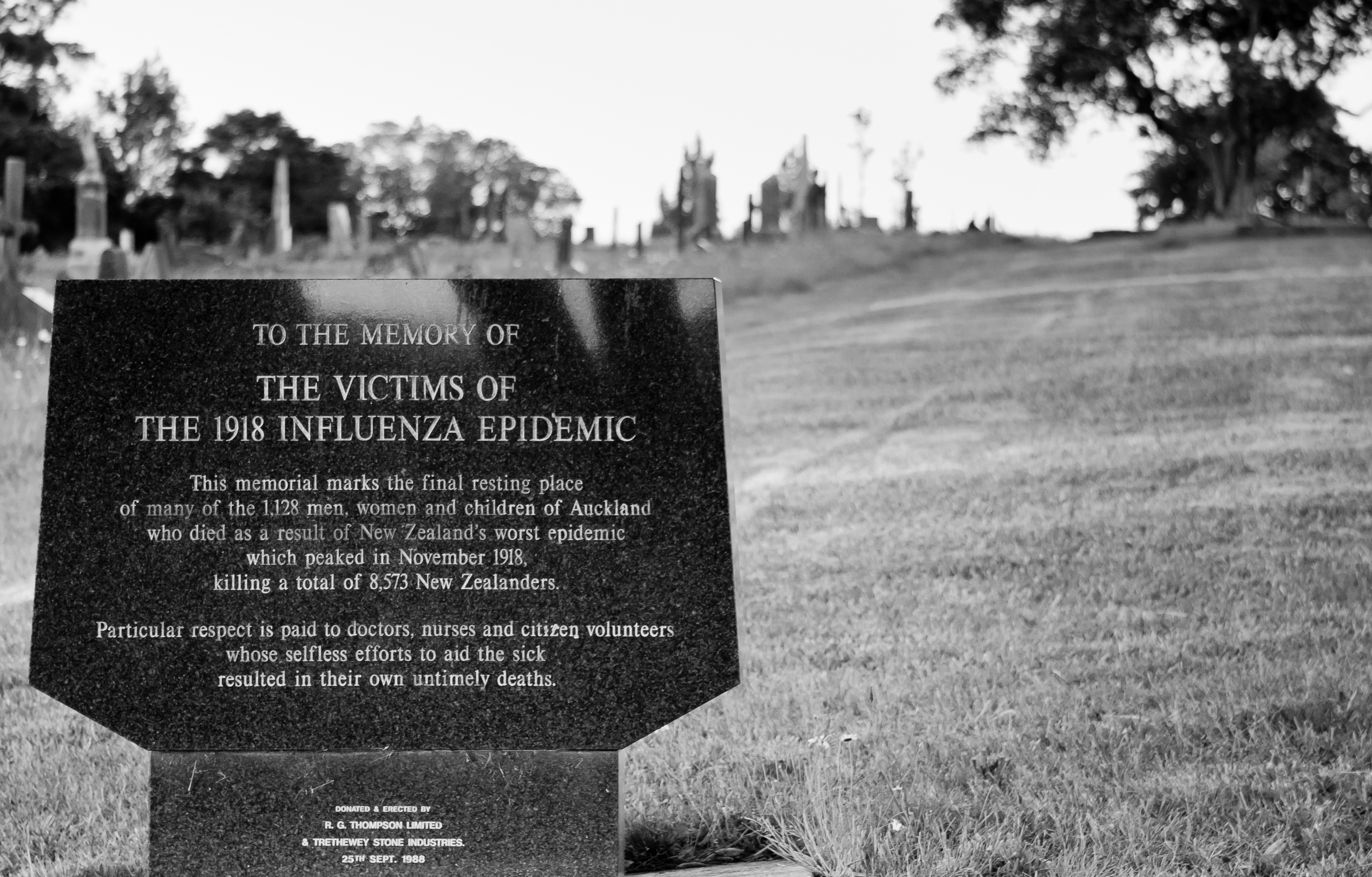
Поховання епідемії грипу 1918 року в Окленді (Нова Зеландія)

Що стосується глобальних економічних наслідків, то багато підприємств у сфері розваг і сфері послуг зазнали збитків, тоді як у галузі охорони здоров'я звітували про збільшення прибутків. Історикиня Ненсі Брістов твердить, що пандемія і збільшення кількості жінок, які закінчили коледж, зумовили успіх жінок у галузі медсестринства. Частково це було пов'язано з нездатністю лікарів, переважно чоловіків, стримувати та запобігати захворюванню. Медсестри, переважно жінки, досягли успіху в догляді за пацієнтами, а поширення хвороби не пов'язували з їхньою роботою.

## Характеристики вірусу, картина хвороби
Різновид вірусу грипу був H1N1. Цей різновид грипу певною мірою схожий на сучасний свинячий грип. Свою назву грип набув завдяки тому, що Іспанія першою оголосила про спалах цієї хвороби. Назва хвороби закріпилася в основному через газетний галас, оскільки Іспанія не брала участь у військових діях і на неї не поширювалася військова цензура. «Іспанкою» хворобу почали називати учасники світової війни. У травні 1918 року в Іспанії було заражено 8 млн людей, або 38 % населення країни (заразився, але видужав, і король Іспанії Альфонс XIII). Багато жертв грипу — молоді і здорові люди вікової групи 20—40 років. Люди віком понад 40 років практично не підпадали під ризик заразитися іспанкою.
Симптоми хвороби: висока гарячка, виразна інтоксикація, кашель, іноді з домішкою крові у харкотинні, задишка, геморагії під шкіру. На пізніших стадіях хвороби вірус породжував внутрішньолегеневу кровотечу (сучасна назва — геморагійний набряк легень), внаслідок якої хворий захлинався власною кров'ю. Деякі заражені вмирали наступного дня після зараження внаслідок серцевої недостатності.

## Поширення пандемії, масштаби смертності
Завдяки технічному прогресу, (потяги, дирижаблі, швидкісні кораблі), хвороба поширилася дуже швидко по цілій планеті. У деяких країнах на цілий рік були закриті публічні місця, суди, школи, церкви, театри, кінотеатри. Іноді продавці забороняли покупцям заходити в магазини. Замовлення виконували на вулиці. У деяких країнах був введений воєнний стан. У одному з міст США були заборонені рукостискання.  У Кейптауні машиніст потяга заявив про смерть 6 пасажирів на ділянці завдовжки всього 5 км. У Барселоні щодня вмирали 1200 людей. У Австралії лікар налічив за одну годину на одній тільки вулиці 26 похоронних процесій. Вимирали цілі села від Аляски до Південної Африки. Були міста, де не залишилося жодного здорового лікаря. Часто навіть не вистачало місця на кладовищах аби поховати померлих. Викопували масові могили, використовуючи при цьому екскаватори на паровій тязі. Людей ховали десятками без труни і відспівувань.
Грип за перші 25 тижнів убив 25 млн людей. СНІДу було потрібно 25 років, щоб убити стільки ж. Масове переміщення військ країн-учасниць Першої світової війни прискорило поширення грипу. Імунна система солдатів, що брали участь в Першій світовій війні, була ослаблена хімічними атаками. Це спричинило страшні епідемії грипу у військах. В індійській армії було заражено 22 % військовослужбовців. Більшість хворих померли.
Іспанський грип убив більше американців, ніж дві світові війни, війна в Кореї і у В'єтнамі разом узяті.

## Сучасні дослідження вірусу

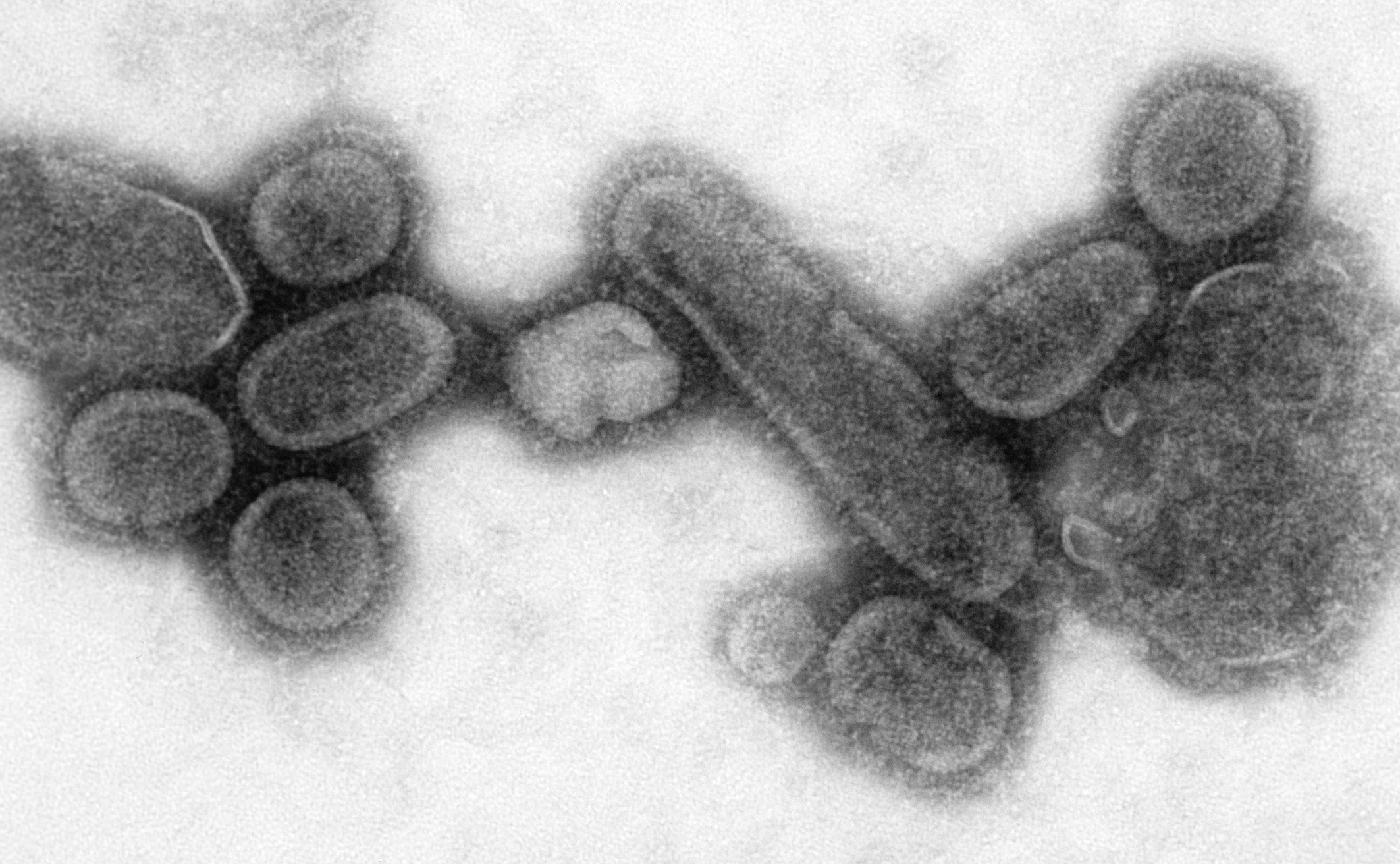
Електронна мікрофотографія відтворених віріонів Іспанського грипу

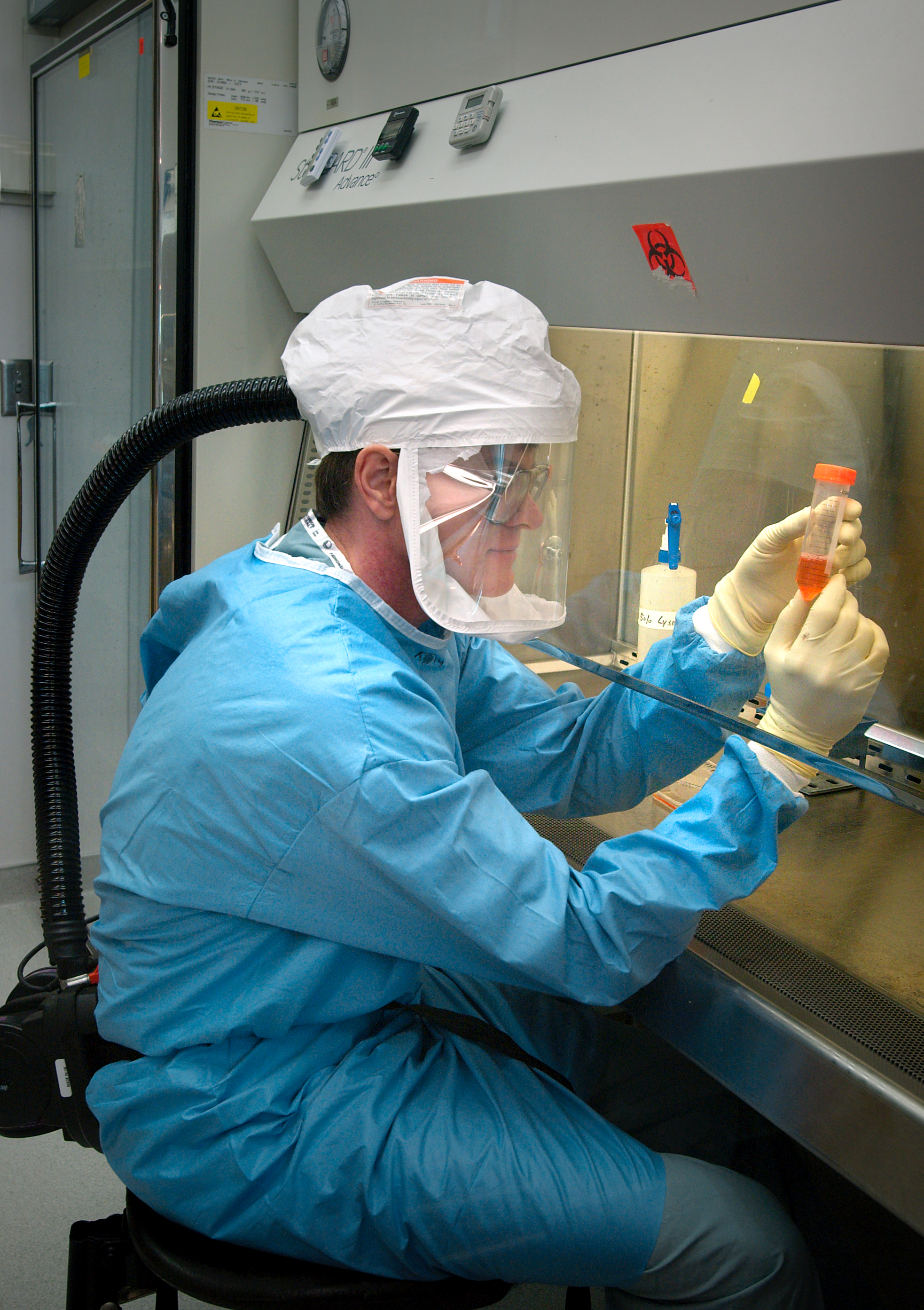
У Центрах контролю та профілактики захворювань Терренс Тампі вивчає реконструйовану версію Іспанського грипу.

Існують суперечливі погляди на походження пандемії Іспанського грипу та взаємозв'язок між майже одночасними спалахами хвороби в людей та свиней. Одна з гіпотез полягає в тому, що штам вірусу виник на військовій базі Форт-Райлі (штат Канзас) з вірусів домашньої птиці та свиней, яких там вирощували. Звідти солдатів відправляли по всьому світі й там вони поширювали хворобу. Подібність між реконструйованим вірусом і вірусами птахів, а також те, що під час пандемії повідомлення про хворобу в людей передувало першим повідомленням про грип у свиней, привели дослідників до висновку, що вірус грипу передався безпосередньо від птахів до людей, а свині заразилися вже від людей.
Інші гіпотези і новітні дослідження свідчать, що штам, можливо, зародився у якогось виду ссавців (не серед людей). Орієнтовну дату появи його у ссавця-носія відносять до періоду 1882—1913 років. Приблизно в 1913—1915 роках цей вірус-предок розділився на дві клади (або біологічні групи), що породили класичні лінії грипу свиней та людей H1N1. Останнього спільного предка людських штамів датують періодом від лютого 1917 року до квітня 1918 року. Оскільки свині легше заражаються вірусами пташиного грипу, ніж люди, їх вважали оригінальними реципієнтами вірусу, що передали вірус людям десь між 1913 та 1918 роками.
Спроба відтворити штам грипу 1918 року (підтип пташиного штаму H1N1) — це співпраця між Інститутом патології Збройних Сил, лабораторією досліджень птахівництва Служби сільськогосподарських досліджень Міністерства сільського господарства США та Медичною школою при Маунт-Сінай у Нью-Йорку. 5 жовтня 2005 року дослідницька група повідомила, що їм вдалося визначити нуклеотидну послідовність вірусу, використовуючи історичні зразки тканин, що їх узяв патолог Юган Гультін у жертви грипу, інуїтки, похованої у вічній мерзлоті на Алясці, та зразки, які збереглися від американських солдатів, Роско Воена та Джеймса Даунса.
18 січня 2007 року дослідники Кобаса та ін. звітували, що у мавп (Macaca fascicularis), заражених відтвореним штамом грипу, проявились класичні симптоми пандемії 1918 року і вони померли від цитокінових штормів — надмірної реакції імунної системи. Це може пояснити, чому грип 1918 року мав незвичний вплив на молодших, здоровіших людей, адже людина з сильнішою імунною системою потенційно мала б сильнішу реакцію.
16 вересня 2008 року тіло британського політичного діяча і дипломата сера Марка Сайкса ексгумували для вивчення РНК вірусу грипу, аби зрозуміти генетичну структуру сучасного пташиного грипу H5N1. Сайкса поховали 1919 року в свинцевій труні й учені сподівались, що це допомогло законсервувати вірус. Та виявилось, що труна розкололась, і труп сильно розклався; попри це, було взято зразки легеневої та мозкової тканини.
У грудні 2008 року дослідження Йосіхіро Каваоки з Вісконсінського університету показало зв'язок між одночасною наявністю трьох специфічних генів (названих PA, PB1 та PB2) і нуклеопротеїну, отриманого зі зразків грипу 1918 року, та здатністю вірусу грипу потрапляти в легені, викликаючи пневмонію. Така комбінація спричинила подібні симптоми і під час тестування на тваринах.
У червні 2010 року команда Медичної школи Маунт-Сінай повідомила, що вакцина проти пандемії грипу 2009 року забезпечила деякий перехресний захист від пандемічного штаму грипу 1918 року.
Одна з небагатьох речей, точно відомих про грип 1918 року, це те, що поза лабораторією це виключно людська хвороба.
У лютому 1998 року Інститут Молекулярної Патології Армії США (AFIP) отримав зразок вірусу H1N1 1918 року з трупа корінної мешканки Аляски, похованої у вічній мерзлоті 80 років тому. Цей зразок дозволив науковцям у жовтні 2002 року відтворити генну структуру вірусу 1918 року. Вірус іспанки H1N1 має спільні риси з вірусом пташиного грипу, проте є слабшим від поширеного наразі вірусу пташиного грипу — H5N1. Смертність від H5N1 вважають набагато вищою. Науковці встановили, що вірус, проникаючи глибоко в легеневу тканину людини, уражає особливі рецептори сіалових кислот і спричинює пневмонію, яка призводить до смерті людини. Пандемія саме H1N1 повторилася в 1978 і 2009 роках.

## Знамениті жертви грипу
- Еґон Шіле — австрійський художник.
- Гійом Аполлінер — французький поет.
- Едмон Ростан — французький драматург.
- Макс Вебер — німецький філософ.
- Віра Холодна — українська актриса німого кіно.
- Франсішку і Жасінта Марту — португальські хлопчик і дівчинка, свідки Фатімського дива (вижила третя дівчинка-свідок).
- Леонід Капиця — російський воєнний інженер, батько фізика Петра Капиці (від епідемії також загинули дружина і двоє дітей Петра Леонідовича)
- Отто Вагнер — австрійський архітектор, майстер стилю модерн.